# Pieczęć stanowa Illinois

Pieczęć stanowa Illinois

Pieczęć stanowa Illinois, przedstawia podobiznę bielika amerykańskiego, wspartego na tarczy herbu państwowego, świadczy o przynależności stanu do USA. Orzeł trzyma w dziobie wstęgę na której wypisana jest dewiza stanu Suwerenność stanu – unia narodowa. Woda reprezentuje Jezioro Michigan.
Data 26 sierpnia 1818 roku jest datą uchwalenia pierwszej stanowej konstytucji.